# 福生駅

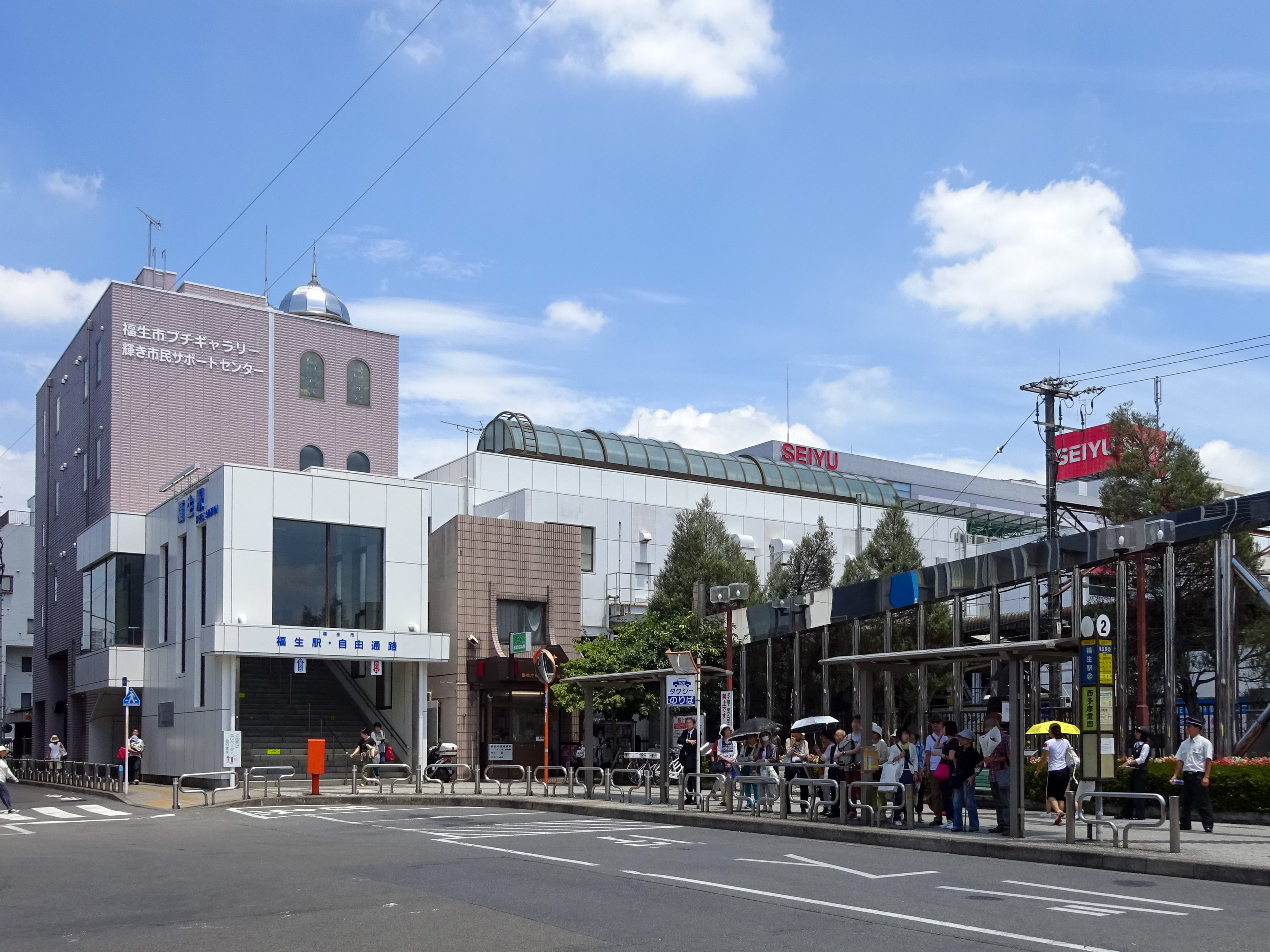
西口（2017年7月）

福生駅（ふっさえき）は、東京都福生市本町にある、東日本旅客鉄道（JR東日本）青梅線の駅である。駅番号はJC 57。八王子支社管轄。

## 歴史
- 1894年（明治27年）11月19日：青梅鉄道（後の青梅電気鉄道）立川 - 青梅間開通と同時に開業[2][3]。旅客および貨物の取扱いを開始[3]。
- 1923年（大正12年）4月25日：立川 - 二俣尾間電化（直流1200 V）[2]。
- 1927年（昭和2年）2月9日：貨物支線 福生 - 河岸積込所間（1.2 M≒1.93 km）開業[2]。
- 1944年（昭和19年）4月1日：青梅電気鉄道が戦時買収私鉄に指定され国有化[2][3]。運輸通信省青梅線の駅となる[2]。
- 1949年（昭和24年）4月：駅舎建替え。
- 1952年（昭和27年）2月19日：小作駅構内から流出した貨車4両が当駅まで暴走し、引込線に停車中の貨車に激突し、大破（青梅事件）[2]。
- 1959年（昭和34年）12月10日：貨物支線 福生 - 福生河原間 (1.8 km) 廃止[2]。
- 1961年（昭和36年）
  - 3月28日：拝島 - 当駅間複線化。
  - 5月10日：貨物の取扱いを廃止[3]。
  - 12月12日：当駅 - 小作間複線化。
- 1984年（昭和59年）2月1日：荷物扱い廃止[3]。
- 1986年（昭和61年）11月：橋上駅舎に改築され、自由通路が供用開始となる[4]。
- 1987年（昭和62年）4月1日：国鉄分割民営化に伴い、東日本旅客鉄道（JR東日本）の駅となる[2][3]。
- 1995年（平成7年）11月13日：自動改札機を設置し、供用開始[5]。
- 2001年（平成13年）11月18日：ICカード「Suica」の利用が可能となる[広報 1]。
- 2004年（平成16年）4月1日：西友福生店の建替え（同年4月21日開業）に伴い、東口コンコースにペデストリアンデッキを設置[6]。
- 2005年（平成17年）3月25日：みどりの窓口の営業を終了し、「もしもし券売機Kaeruくん」を設置[7]。
- 2012年（平成24年）2月23日：「もしもし券売機Kaeruくん」を廃止。
- 2017年（平成29年）2月14日：東京圏輸送管理システム（ATOS）を導入。

## 駅構造
島式ホーム1面2線を有する地上駅で、橋上駅舎を持つ。福生市管理の自由通路の階段は、東西両出口とも中神駅南口・昭島駅南口と同様に上部が線路に垂直、下部が線路に平行に南北両方向へ分かれる配置となっている。
JR東日本ステーションサービスが業務を受託する業務委託駅で、拝島駅が当駅を管理している。駅舎内には自動券売機4台（内3台は多機能券売機、1台は指定席券売機）・自動改札機・自動精算機が設置されている。みどりの窓口は2005年（平成17年）に廃止され、それに代わるものとして「もしもし券売機Kaeruくん」が設置されたが、2012年2月23日をもって営業終了し撤去された。
バリアフリー施設として、ホームと改札との間にエレベーター1基とエスカレーター2基（羽村方に2人用が上り下りともあり、階段は牛浜方のみ）が、またコンコースと1階出入口との間に東西各1基エレベーターが設置されている。トイレは駅構内にある他、西口と東口に1カ所ずつ市管理の公衆トイレがあり、西口のものは車椅子対応である。
駅コンコースや駅出入口付近にはミニコンビニや各種店舗（理容室・カレーハウス・喫茶店など）がある。改札対面の橋上の店舗は、橋上化以前に使用されていた古い跨線橋を再利用したものである（外側から確認できる）。また、西口側には福生市のコミュニティスペースが併設しており、市民などが使えるギャラリーなどがあり、写真や絵画など各種イベントが行われている。
JR中央線と青梅線立川 - 青梅駅間は、2023年度末に2階建てグリーン車2両を連結させた12両編成運転を開始する予定。そのため当駅は、今後12両編成の列車が停車できるようにホームを延長する工事や信号設備改良・構内配線の一部変更などが実施され、2024年10月12日までにこれらの工事を全て完了し、翌日10月13日より快速電車・青梅線における12両編成の運転が一部列車で開始された。

### のりば
| 番線 | 路線           | 方向 | 行先                       | 備考                                         |
| ---- | -------------- | ---- | -------------------------- | -------------------------------------------- |
| 1    | 青梅線         | 下り | 青梅・御嶽・奥多摩方面     |                                              |
| 2    | 青梅線・中央線 | 上り | 拝島・立川・新宿・東京方面 | 立川駅から 中央線へ直通 （東京方面行の列車） |

（出典：JR東日本:駅構内図）

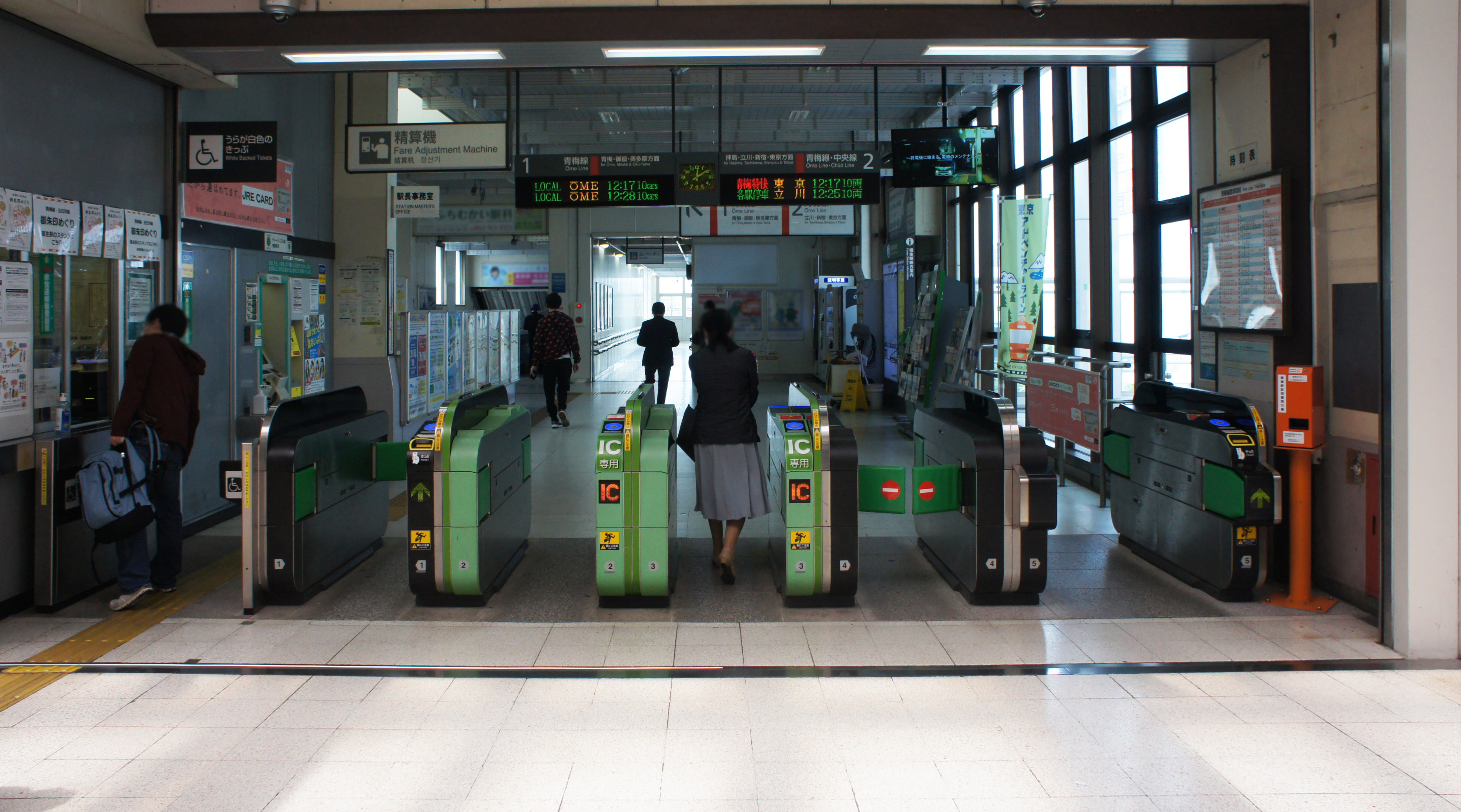
改札口（2021年4月）
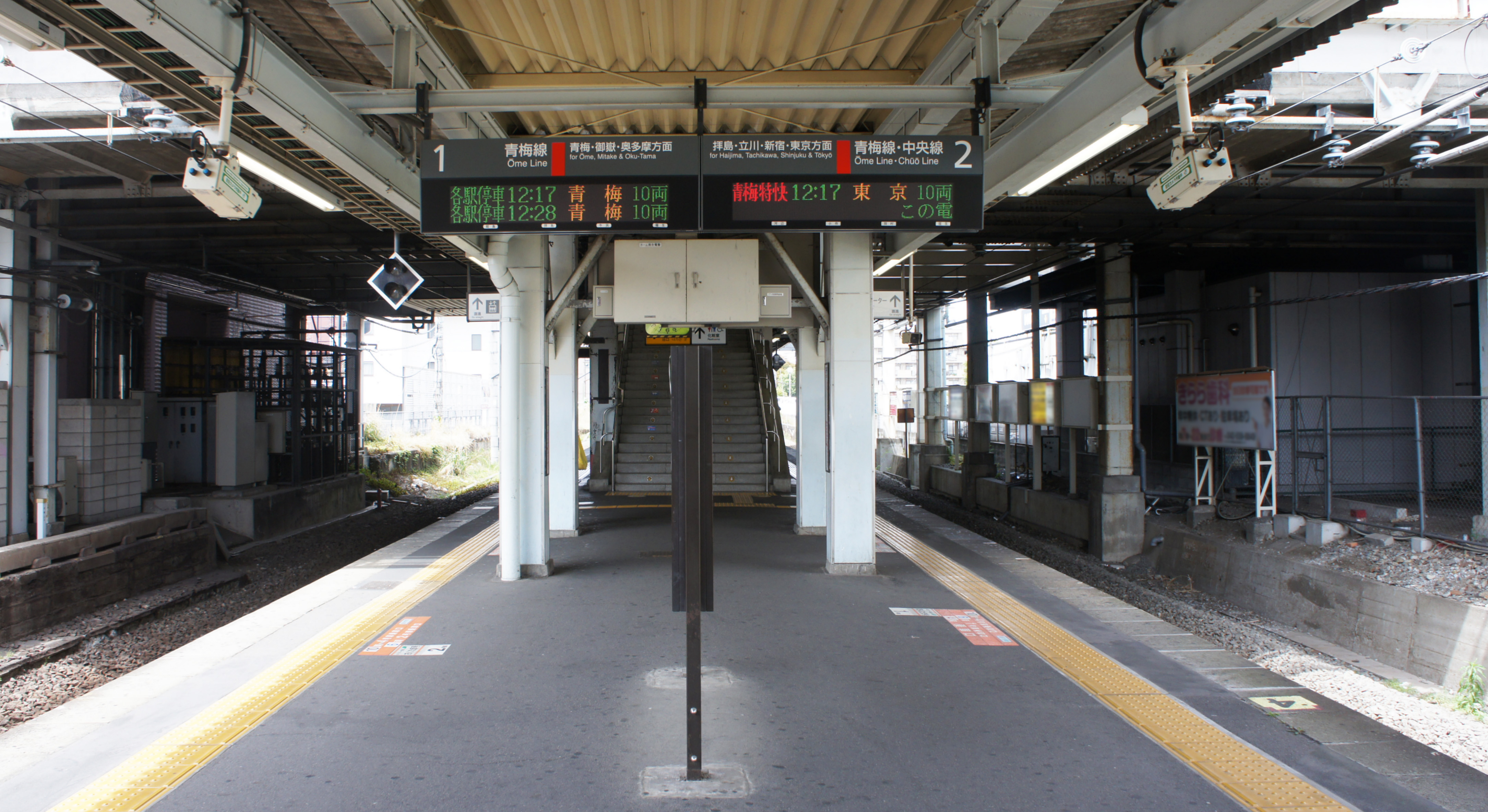
ホーム（2021年4月）
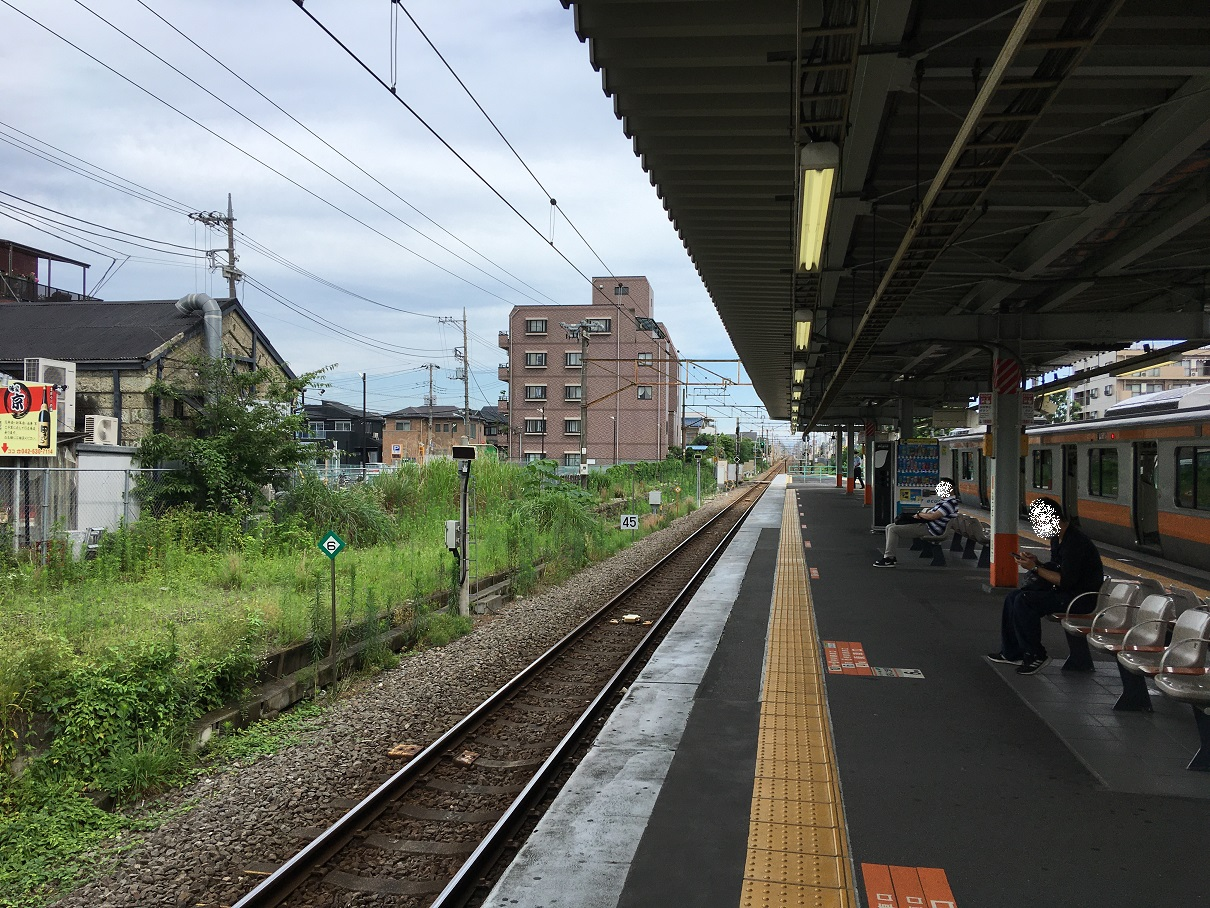
奥に12両対応延長部が見える。 （2020年7月）

### コンコース内店舗
- NewDays 福生1号店
- いろり庵きらく - 駅そば

## 利用状況
2023年度（令和5年度）の1日平均乗車人員は14,735人である。
1990年度（平成2年度）以降の1日平均乗車人員の推移は下記の通り。
| 年度               | 1日平均 乗車人員 | 出典     |
| ------------------ | ---------------- | -------- |
| 1990年（平成02年） | 16,940           | [ * 1 ]  |
| 1991年（平成03年） | 17,694           | [ * 2 ]  |
| 1992年（平成04年） | 17,975           | [ * 3 ]  |
| 1993年（平成05年） | 18,068           | [ * 4 ]  |
| 1994年（平成06年） | 17,786           | [ * 5 ]  |
| 1995年（平成07年） | 17,740           | [ * 6 ]  |
| 1996年（平成08年） | 17,797           | [ * 7 ]  |
| 1997年（平成09年） | 17,244           | [ * 8 ]  |
| 1998年（平成10年） | 16,825           | [ * 9 ]  |
| 1999年（平成11年） | 16,503           | [ * 10 ] |
| 2000年（平成12年） | 16,412           | [ * 11 ] |
| 2001年（平成13年） | 16,402           | [ * 12 ] |
| 2002年（平成14年） | 16,169           | [ * 13 ] |
| 2003年（平成15年） | 16,095           | [ * 14 ] |
| 2004年（平成16年） | 16,754           | [ * 15 ] |
| 2005年（平成17年） | 16,808           | [ * 16 ] |
| 2006年（平成18年） | 16,835           | [ * 17 ] |
| 2007年（平成19年） | 16,817           | [ * 18 ] |
| 2008年（平成20年） | 16,668           | [ * 19 ] |
| 2009年（平成21年） | 16,361           | [ * 20 ] |
| 2010年（平成22年） | 16,208           | [ * 21 ] |
| 2011年（平成23年） | 15,984           | [ * 22 ] |
| 2012年（平成24年） | 16,416           | [ * 23 ] |
| 2013年（平成25年） | 16,818           | [ * 24 ] |
| 2014年（平成26年） | 16,589           | [ * 25 ] |
| 2015年（平成27年） | 16,639           | [ * 26 ] |
| 2016年（平成28年） | 16,457           | [ * 27 ] |
| 2017年（平成29年） | 16,360           | [ * 28 ] |
| 2018年（平成30年） | 16,395           | [ * 29 ] |
| 2019年（令和元年） | 16,017           | [ * 30 ] |
| 2020年（令和02年） | 12,136           |          |
| 2021年（令和03年） | 12,841           |          |
| 2022年（令和04年） | 13,842           |          |
| 2023年（令和05年） | 14,735           |          |

## 駅周辺

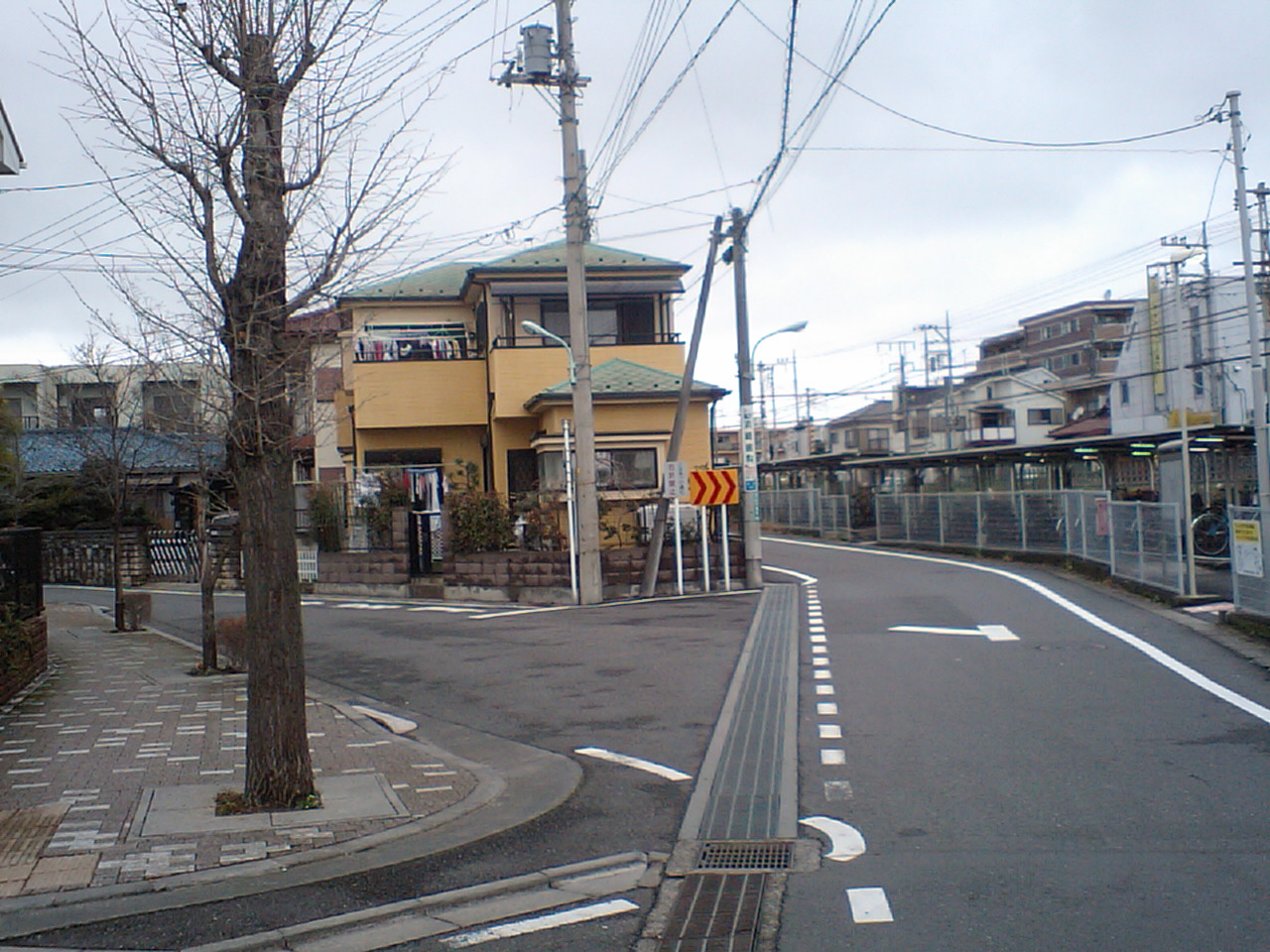
左手に分かれる道が元貨物支線。
近年の街路整備事業で間口だけ拡張された（2009年1月）

駅周辺は福生市の中心街であり、2004年（平成16年）4月21日に建替えて再開業した西友 をはじめ、マクドナルドとケンタッキーフライドチキン（閉店）をテナントに持つ2つのビルを中心に、東口ロータリー周辺は多くのファストフード店と消費者金融店舗などが入るビルがある。東口の西友福生店part1の2階とはペデストリアンデッキで結ばれており、さらにメインストリートのやなぎ通りの反対側の西友part2側まで車道を横断する事なくペデストリアンデッキで行けるようになっている。また、西友part1地下1階には福生市の自転車駐車場が設けられている。
西口は、長らく長崎屋地下にマルフジが営業している間、ロッテリアと合わせて賑わっていたが、両店舗が相次いで閉店したため東口と明暗を分けていた。閉店後はリニューアルされ、近年になって長崎屋がテナントで入っていた（後年は階数違いでダイソーも）マルフジビルの地下に居酒屋と1階二木の菓子、2から4階に再びダイソーが開店し、盛り上がりを見せている。なお、同建物の4階から屋上にあった複合型アミューズメント店（JJクラブ100）は閉鎖となった。2010年現在では居酒屋（同じ会社）が別のブランドになり、リニューアルオープンした。また、6階にはクリニック（透析関係の病院）が同ビルに移転オープンした。
在日アメリカ空軍横田基地にも近いため、アメリカ軍人とその家族なども多く見かけられる。また、東口周辺にはアメリカ軍人相手の商売が発祥の飲食店街が見られるが、不況の影響などにより店の数は減りつつある。
毎年8月第1木曜日からその直後の日曜日にかけて西口一帯において「ふっさ七夕まつり」が行われ、例年40万人以上の人々が訪れる。開催時、駅前通りは歩行者天国となり、様々な七夕飾りが町を彩る。また、暴力団の資金源になるとの疑いからテキ屋の屋台が締め出され、代わりに商店街の商店の露天も含めた多数の市民模擬店が賑わいを見せている。
また、彼岸時期になると、西口から西多摩霊園に向かう人が多数訪れることから臨時の送迎バスが運行される他、駅構内で委託業者による花束の販売なども行われる。さらに、高校野球の時期になるとその予選があきる野市の草花球場で行われるため西口から毎年多数の高校生が降り立ち、当駅からバスを利用する。近年ではあきる野市草花地域の宅地開発が盛んで通勤・通学の交通手段増強が行われており、同駅を発着するバス路線も2009年（平成21年）12月1日から平日の最終バスが25:07に繰り下げられた。
2011年4月1日から羽村堰方面へ路線バスが19年ぶりに復活し、これまで交通空白地帯であった福生警察署、羽村堰方面へのアクセスが確立された。特に羽村堰は桜の名所であり、羽村市のチューリップ祭りの会場からも近いことから行楽客の利用者が見られる。しかしその後、福生駅から羽村堰方面に向かう路線バスは廃止された。
なお、1950年代末まで当駅から多摩川で採取した砂利運搬用の支線（福生河原支線）が延びていた。この廃線跡は西口から羽村方向に線路と平行する狭い一方通行の都道を歩くと右手の市営自転車駐輪場の向かいに唐突に現れる綺麗なカーブを描く道を辿ることで、容易に知ることができる。

### 学校
- 東京都立福生高等学校
- 福生市立福生第一小学校
- 福生市立福生第四小学校

### 官公署
西口
- 福生市役所
- 警視庁 福生警察署
  - 福生駅前交番
- 東京消防庁 福生消防署

### 施設
東口
- 公立福生病院
- 大聖病院
- 在日アメリカ空軍 横田基地第2ゲート（メインゲート）
- 八高線 東福生駅（東方へ約900 m）
- 東横イン福生駅前東口
- 立川バス福生営業所

### 道路
東口
- 東京都道165号伊奈福生線
- 東京都道249号福生青梅線（産業道路）
- 国道16号

西口
- 東京都道29号立川青梅線（奥多摩街道・新奥多摩街道）
- 東京都道165号伊奈福生線
- 東京都道166号瑞穂あきる野八王子線

### 店舗
西口
- いなげや 福生銀座店
- ダイソー 福生店

東口
- 西友 福生店[11]（ペディストリアンデッキ直結）
- セリア 西友福生店
- コジマ×ビックカメラ福生店
- ときわスポーツ福生店

### 金融機関
西口
- 福生郵便局
- りそな銀行 福生支店
- 西武信用金庫 福生支店
- 多摩信用金庫 福生支店
- 青梅信用金庫 福生支店
- 西多摩農協 福生支店

東口
- 三井住友銀行 福生支店
- 大東京信用組合 福生支店

## バス路線
| のりば | 運行事業者 | 停留所名   | 系統・行先 | 備考                                                       |
| 西口   | 西口       | 西口       | 西口 | 西口                                                       |
| ------ | ---------- | ---------- | --- | ---------------------------------------------------------- |
| 1      | 西東京バス | 福生駅     | - 早朝高速バス：羽田空港 - 福22：日の出折返場 - 福26：日の出折返場 - 五32：日の出折返場 - 福23：阿伎留医療センター - 福27：武蔵五日市駅 - 福28：武蔵五日市駅 - 五30：武蔵五日市駅 - 深夜：武蔵五日市駅 - 五33：小宮久保橋循環 | 五33は土曜・休日運休                                       |
| 2      | 西東京バス | 福生駅     | - 福20：武蔵五日市駅 - 福21：秋川駅 - 福25：拝島駅 - 菅10：菅生高校 - 西多園霊園無料送迎バス（西東京バス委託） | 西多摩霊園無料送迎バスは毎週水曜日のみ休園日のため全便運休 |
| －     | 立川バス   | 福生駅西口 | - 拝17：拝島駅 - 福18：福生営業所 |                                                            |
| 東口   |            |            | |                                                            |
| 1      | 立川バス   | 福生駅東口 | - 福12：瑞穂都営住宅循環 - 福13・福15：箱根ケ崎駅東口 |                                                            |
| 2      | 立川バス   | 福生駅東口 | 福14：羽村駅東口 | 平日早朝のみ2便運行                                        |

## 隣の駅
東日本旅客鉄道（JR東日本）
 青梅線
■特別快速「ホリデー快速おくたま」（土休日のみ）
拝島駅 (JC 55) - 福生駅 (JC 57) - 青梅駅 (JC 62)
■通勤特快（平日上りのみ）・■青梅特快・■通勤快速（平日下りのみ）・■快速・■各駅停車（以上はいずれも青梅線内は各駅に停車）
牛浜駅 (JC 56) - 福生駅 (JC 57) - 羽村駅 (JC 58)

### 記事本文

##### 広報資料・プレスリリースなど一次資料
1. ↑  “Suicaご利用可能エリアマップ（2001年11月18日当初）” (PDF).   東日本旅客鉄道. 2019年7月27日時点のオリジナルよりアーカイブ。2020年4月27日閲覧。

### 利用状況
1. ↑  東京都統計年鑑 - 東京都

JR東日本の2000年度以降の乗車人員
1. ↑  各駅の乗車人員（2000年度） - JR東日本
2. ↑  各駅の乗車人員（2001年度） - JR東日本
3. ↑  各駅の乗車人員（2002年度） - JR東日本
4. ↑  各駅の乗車人員（2003年度） - JR東日本
5. ↑  各駅の乗車人員（2004年度） - JR東日本
6. ↑  各駅の乗車人員（2005年度） - JR東日本
7. ↑  各駅の乗車人員（2006年度） - JR東日本
8. ↑  各駅の乗車人員（2007年度） - JR東日本
9. ↑  各駅の乗車人員（2008年度） - JR東日本
10. ↑  各駅の乗車人員（2009年度） - JR東日本
11. ↑  各駅の乗車人員（2010年度） - JR東日本
12. ↑  各駅の乗車人員（2011年度） - JR東日本
13. ↑  各駅の乗車人員（2012年度） - JR東日本
14. ↑  各駅の乗車人員（2013年度） - JR東日本
15. ↑  各駅の乗車人員（2014年度） - JR東日本
16. ↑  各駅の乗車人員（2015年度） - JR東日本
17. ↑  各駅の乗車人員（2016年度） - JR東日本
18. ↑  各駅の乗車人員（2017年度） - JR東日本
19. ↑  各駅の乗車人員（2018年度） - JR東日本
20. ↑  各駅の乗車人員（2019年度） - JR東日本
21. ↑  各駅の乗車人員（2020年度） - JR東日本
22. ↑  各駅の乗車人員（2021年度） - JR東日本
23. ↑  各駅の乗車人員（2022年度） - JR東日本
24. ↑  各駅の乗車人員（2023年度） - JR東日本

東京都統計年鑑
1. ↑  東京都統計年鑑（平成2年）
2. ↑  東京都統計年鑑（平成3年）
3. ↑  東京都統計年鑑（平成4年）
4. ↑  東京都統計年鑑（平成5年）
5. ↑  東京都統計年鑑（平成6年）
6. ↑  東京都統計年鑑（平成7年）
7. ↑  東京都統計年鑑（平成8年）
8. ↑  東京都統計年鑑（平成9年）
9. ↑  東京都統計年鑑（平成10年） (PDF)
10. ↑  東京都統計年鑑（平成11年） (PDF)
11. ↑  東京都統計年鑑（平成12年）
12. ↑  東京都統計年鑑（平成13年）
13. ↑  東京都統計年鑑（平成14年）
14. ↑  東京都統計年鑑（平成15年）
15. ↑  東京都統計年鑑（平成16年）
16. ↑  東京都統計年鑑（平成17年）
17. ↑  東京都統計年鑑（平成18年）
18. ↑  東京都統計年鑑（平成19年）
19. ↑  東京都統計年鑑（平成20年）
20. ↑  東京都統計年鑑（平成21年）
21. ↑  東京都統計年鑑（平成22年）
22. ↑  東京都統計年鑑（平成23年）
23. ↑  東京都統計年鑑（平成24年）
24. ↑  東京都統計年鑑（平成25年）
25. ↑  東京都統計年鑑（平成26年）
26. ↑  東京都統計年鑑（平成27年）
27. ↑  東京都統計年鑑（平成28年）
28. ↑  東京都統計年鑑（平成29年）
29. ↑  東京都統計年鑑（平成30年）
30. ↑  東京都統計年鑑（平成31年・令和元年）